# Његошева награда
Његошева награда је књижевна награда у Црној Гори, додељивана трогодишње од 1963. до 1997. године. Такођер, на исти се начин додељивала и од 2009. до  2013. године. Доцније, од 2017. до 2019. добитници су награђивани двогодишње. Од 2019. Његошева награда се додељује једном у четири године.
Његошеву награду додељује међународни жири који именује Влада Црне Горе за животно дело књижевнику који ствара на неком од јужнословенских језика, односно чија су дела препозната као трајне вредности матичне државе.
У жири за доделу Његошева награда именује се по један члан из Босне и Херцеговине,
Бугарске, Црне Горе,
Северне Македоније, Словеније, Србије и 
Хрватске.
Његошева награда уручује се на Цетињу а добитнику је уручује председник Црне Горе.

## Добитници
| Година | Добитник           | Дело               |
| ------ | ------------------ | ------------------ |
| 1963   | Михаило Лалић      | Лелејска гора      |
| 1966   | Мирослав Крлежа    | Заставе            |
| 1969   | Меша Селимовић     | Дервиш и смрт      |
| 1972   | Бранко Ћопић       | Башта сљезове боје |
| 1975   | Блаже Конески      | Записи             |
| 1978   | Оскар Давичо       | Речи на делу       |
| 1981   | Јосип Видмар       | Ликови             |
| 1984   | Десанка Максимовић |                    |
| 1987   | Борислав Пекић     | Златно руно        |
| 1990   | Добрица Ћосић      | Време зла          |
| 1993   | Стеван Раичковић   |                    |
| 1997   | Матија Бећковић    |                    |
| —      | није додељивана    | није додељивана    |
| 2009   | Мирко Ковач        | Руже за Нивес Коен |
| 2013   | Томаж Шаламун      |                    |
| 2015   | Миљенко Јерговић   | Род                |
| 2017   | Милорад Поповић    | Човјек без лица    |
| 2019   | Јовица Аћин        | Сродници           |
| 2023   | Дубравка Угрешић   |                    |